# Прем'єр-міністр Словенії

Штандарт Прем'єр-міністра Словенії

Прем'єр-міністр Словенії (словен. Predsednik Vlade Republike Slovenije) — глава виконавчої влади Словенії. Забезпечує єдність політичного та адміністративного напрямки діяльності уряду. Призначається Президентом республіки після затвердження в Державних зборах. Може бути відсторонений від посади у разі:
- обрання нового скликання Державних зборів Парламенту Словенії;
- вираження Державним зборами вотуму недовіри уряду;
- звинувачення в порушенні чинного законодавства Словенії.

Перед вступом на посаду Голови Уряду приносить разом із членами кабінету урочисту присягу.
З 25 травня 2022 року прем'єр-міністром є Роберт Голоб.